# RIVA 128

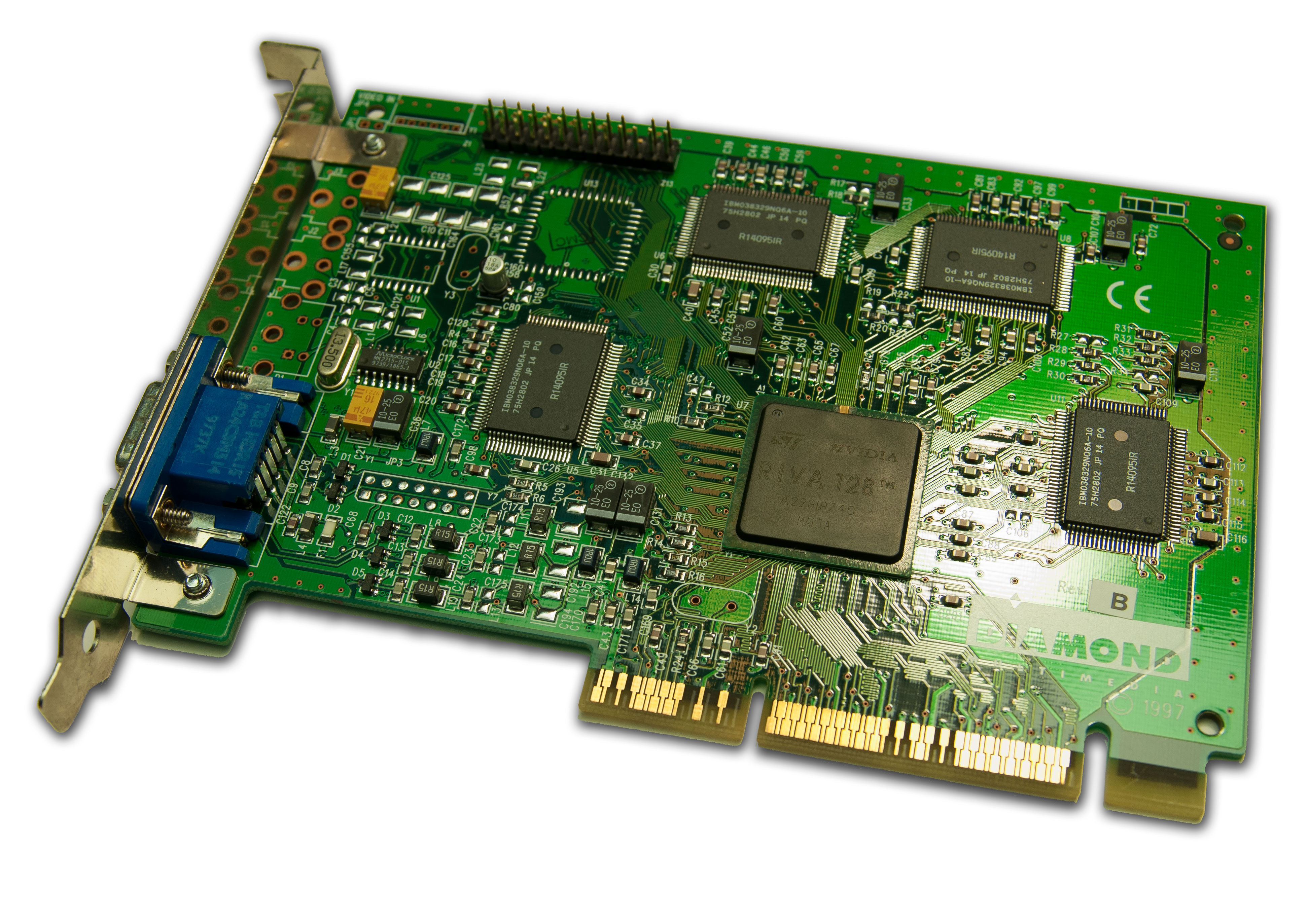
Diamond Viper 330 — популярное решение на базе Riva 128

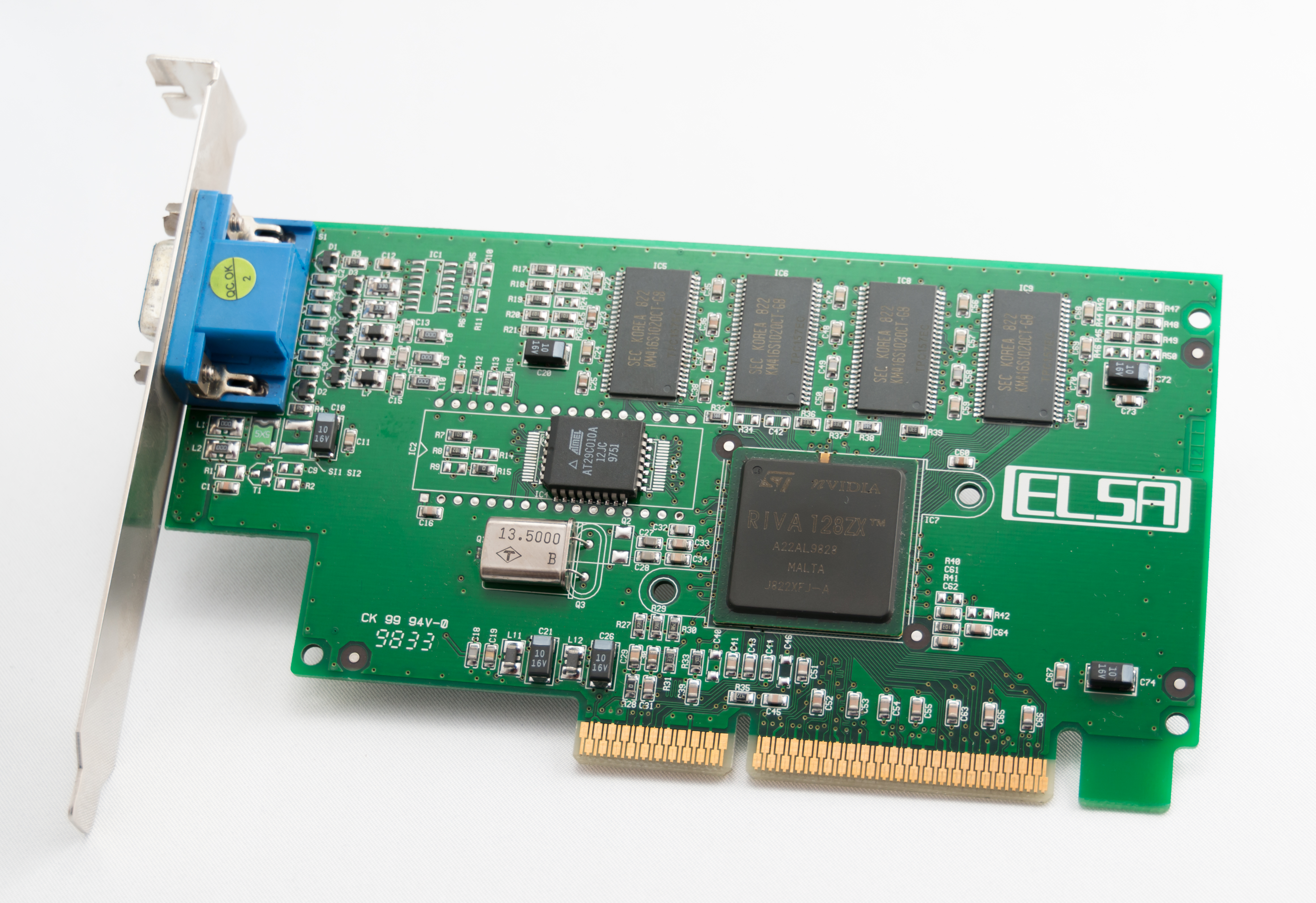
Видеокарта от ELSA на базе Riva 128ZX

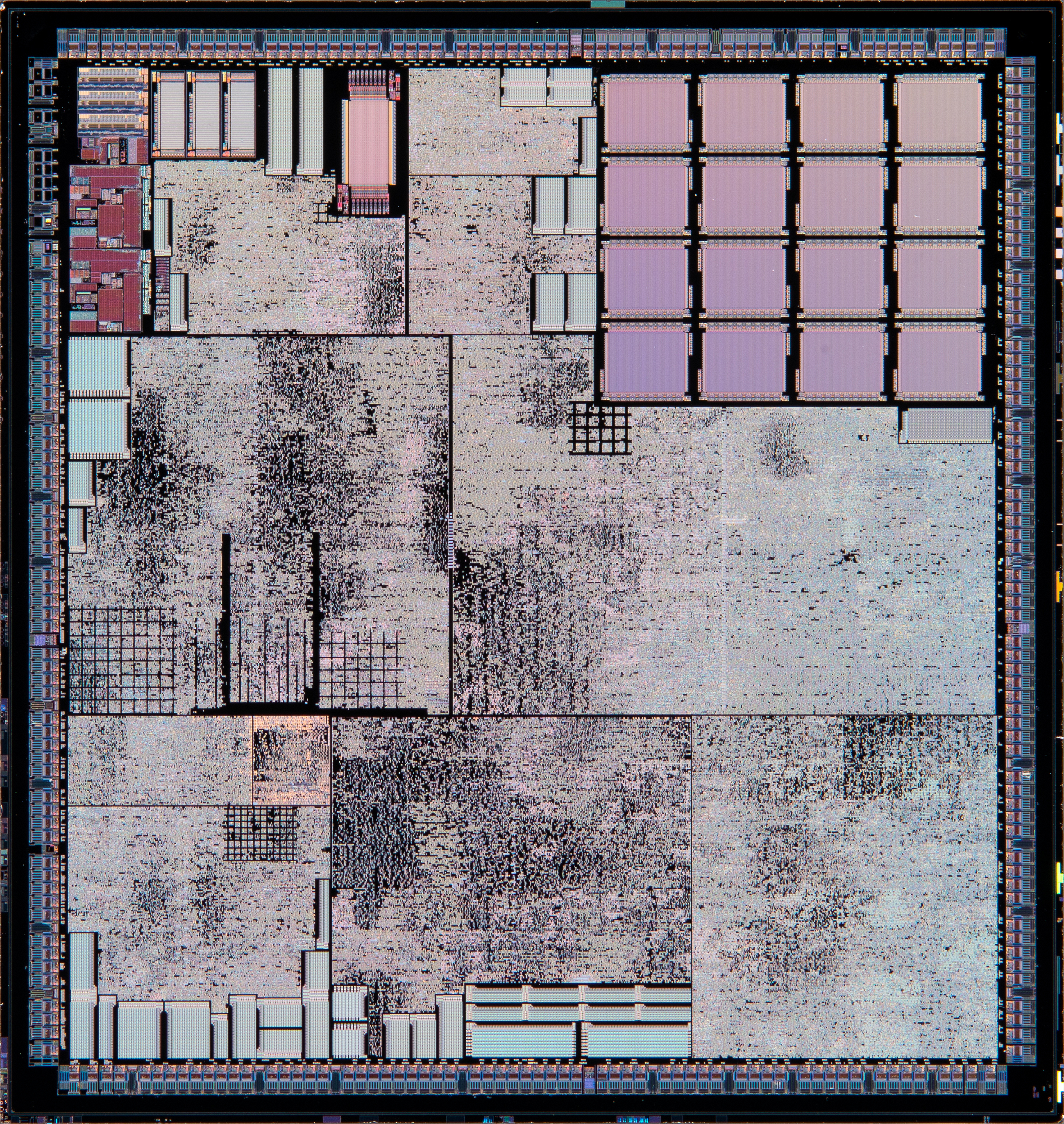
Матричный снимок RIVA 128ZX

RIVA 128 — GPU, выпущенный 1 апреля 1997 года компанией Nvidia. Стал одним из первых «народных» GPU с поддержкой 3D-ускорения. Название — акроним Real-time Interactive Video and Animation accelerator.
RIVA 128 стал первым широко известным GPU от Nvidia.

## Архитектура
Первый чип NV1, созданный Nvidia, работал по совершенно иной технологии рендеринга, основанной на квадратичном маппинге текстур, не поддерживаемой Direct3D. RIVA 128, напротив, был спроектирован с максимальной совместимостью с Direct3D 5 и OpenGL API. На кристалле этого GPU, выполненном по 350-нанометровому техпроцессу, размещалось 3,5 миллиона транзисторов; рабочая частота ядра — 100 МГц.Этот чип один из первых использовал возможности шины AGP 1.0 (66 МГц) и был построен с учётом спецификаций Intel, реализованных в чипсете Intel 440LX для процессора Pentium II. Последний рекомендовался для полного раскрытия возможностей Riva 128.
Nvidia оснащала RIVA 128 4 мегабайтами новой на тот момент SGRAM-памяти, соединенной с графическим процессором 128-битной шиной на частоте 100 МГц. Её пропускная способность составляла 1,6 ГБ/с. Это был оптимальный объём с учётом соотношения цена/производительность. Благодаря виртуальному DMA, механизму предварительной выборки и большому текстурному кэшу оптимизировался поток данных из ОЗУ, так что даже шина PCI не была «бутылочным горлышком», не говоря уже об AGP. Аппаратная сортировка треугольников разгружала центральный процессор.
Максимальное разрешение в режиме 3D составляет 960x720 точек. Поддерживается аппаратное ускорение видео форматов MPEG-1/MPEG-2.
Riva 128 имела и недостатки. Первый — «сырое» программное обеспечение: проблемы с драйверами долго преследовали пользователей, а нормальная поддержка OpenGL появилась уже ближе к концу жизненного цикла карты. Второй был связан с наложением текстур. Вместо попиксельной (per-pixel) точности наложения использовалось менее ресурсоемкое по-полигональное (per-polygon), что приводило к неприятным артефактам рендеринга, например щелям между текстурами. Со временем производитель выпустил обновленный драйвер, в котором реализовал попиксельную точность наложения. Третий недостаток был связан с контроллером памяти, который мог работать только с чипами на 8 Мбит. Но производитель изначально и не планировал выпускать версии с объёмом памяти, более чем 4 МБ, так что недостаток довольно условный.
Благодаря продуманной архитектуре производительность Riva 128 была сравнительно высокой, карта успешно конкурировала с Voodoo Graphics и, тем более, — с неудачным Voodoo Rush. Соперники от 3dfx Interactive нуждались в основной 2D-карте, уступали по максимальному разрешению, но зато предлагали поддержку проприетарного API Glide, который пользовался в то время большой популярностью у разработчиков игр.

### Riva 128ZX
Эта обновленная версия увидела свет 23 февраля 1998 года. Объём видеопамяти был увеличен до 8 МБ. Для чипов SGRAM ширина шины осталась прежней, а для SDRAM её пришлось уменьшить в два раза (до 64 бит), что обусловлено ограничениями контроллера памяти. Частота RAMDAC выросла с 206 до 250 МГц, максимальное разрешение в режиме 3D составляло 1280x1024 точки. Шина — AGP 2x, выпускались и PCI-версии.

## Характеристики
| Модель      | Дата выпуска         | Кодовое название | Идентификатор устройства | Технологический процесс（nm） | Шина        | Максимальный объем памяти（MB） | Частота RAMDAC （MHz） | Основная структура | Наполняемость MT/s） | Память                          | Память  | Память | Графический интерфейс | Графический интерфейс | Примечание                                                  |
| Модель      | Дата выпуска         | Кодовое название | Идентификатор устройства | Технологический процесс（nm） | Шина        | Максимальный объем памяти（MB） | Частота RAMDAC （MHz） | Основная структура | Наполняемость MT/s） | пропускная способность（GiB/s） | тип     | Шина   | DirectX               | OpenGL                | Примечание                                                  |
| ----------- | -------------------- | ---------------- | ------------------------ | ----------------------------- | ----------- | ------------------------------- | ---------------------- | ------------------ | -------------------- | ------------------------------- | ------- | ------ | --------------------- | --------------------- | ----------------------------------------------------------- |
| RIVA 128    | 8 апреля 1997 г.     | NV3              | 0018                     | 350                           | AGP, PCI    | 4                               | 206                    | 0:1:1:1            | 100                  | 1.6                             | SDR/SGR | 128    | 5                     | ?                     | Первое графическое ядро, совместимое со стандартами DirectX |
| RIVA 128 ZX | 23 февраля 1998 года | NV3              | 0019                     | 350                           | AGP 2X, PCI | 8                               | 250                    | 0:1:1:1            | 100                  | 1.6                             | SDR/SGR | 128    | 5                     | 1.0                   | RIVA 128 Улучшенная версия                                  |